# 天津オーストリア租界

天津オーストリア租界
Österreichisch-Ungarische
Konzession
（ドイツ語）

国の標語: 
Indivisibiliter ac inseparabiliter
（ラテン語）
分割できず、分かれ難い国歌: 
Gott erhalte Franz den Kaiser
（ドイツ語）
神よ、皇帝フランツを守り給え
水色の所がオーストリア帝国租界。

天津オーストリア租界（ドイツ語：Österreichisch-Ungarische Konzession）､（ハンガリー語：Osztrák-magyar tiencsini koncesszió）は、1902年から1917年にかけて現天津市に存在したオーストリア=ハンガリー帝国の租界。
現在の河北区南部に設置され、同帝国の唯一の海外領土でもあった。

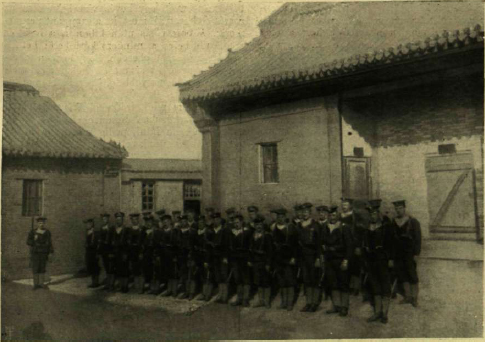
オーストリア・ハンガリー兵舎

## 概要
義和団の乱（1900年）に連合軍が天津を占領した際に、ドイツ軍が天津市東海河東浮橋から向こう側の市街地（現在の北安橋から石子林橋）を占拠し、部隊が北京防衛のために移管される形でオーストリア軍が駐在、これに続きロシア、イタリア、ベルギーが駐在して天津に利権を得るようになると、オーストラリア=ハンガリーも特別利権設立の支援を求めた。

## 住民
この地域は元々天津の市街地の一部で、租界が開設される以前から中国人が多く住居していた。1906年の租界内の人口は2万5744人で、その内外国人は232人、中国人（旧現地住民）が2万5512人であった。租界の商工省は湿地の埋め立てを開始し、北部に住む中国人を強制的に移住させた。

## 経済
オーストリア租界は海河の最北端に位置していた為、この地での貿易は小規模なものであまり重要な租界ではなかった。

## 終焉
第一次世界大戦中の1917年8月14日に中華民国北洋政府が連合国側で参戦、同日中に中国兵はオーストリア租界に駐在し、「天津第二特別区」に改名された。
後に第一次世界大戦が終結するが、オーストリア=ハンガリー帝国は解体されてしまった為、後継国のドイツ・オーストリア共和国が1919年に調印されたサン＝ジェルマン条約に基づいて利権を放棄し、ハンガリーも1920年に調印されたトリアノン条約に基づいて利権を放棄した事で法的にも終了した。